# Patrizio Gennari
Patrizio Gennari (Moresco, 24 novembre 1820 – Cagliari, 1º febbraio 1897) è stato uno scienziato e patriota italiano, fu una figura del risorgimento italiano e botanico di prestigio.

## Biografia
Studiò discipline mediche a Macerata e si laureò a Bologna nel 1842.Esercitò per due anni la medicina nel paese natio senza mai trascurare lo studio delle piante per il quale era appassionatissimo.
Il 24 novembre del 1844 fu nominato professore di Botanica e di Materia Medica presso l'Università di Macerata per i meriti acquisiti con le ricerche effettuate sotto la guida dell'illustre Botanico Bertoloni.
Fu inoltre nominato membro del collegio chirurgico di Macerata.
Aveva passati alcuni anni fra le cure dell'insegnamento e le escursioni scientifiche sugli Appennini quando sopraggiunsero gli eventi del 1848, lasciò la cattedra, la famiglia, gli studi, e impugnato il fucile parti semplice soldato nella Legione Romana conducendo con sé un manipolo di alunni, per la sua dedizione al dovere fu promosso Sergente Maggiore. Prese parte al combattimento di Vicenza e Monteberico e fu gravemente ferito in viso da una palla tedesca. Fallita la spedizione tornò all'insegnamento.
Quando il Papa Pio IX fuggì a Gaeta il prof. Gennari fu eletto deputato della Costituente Romana delle due provincie di Macerata e Fermo, optò per il secondo collegio. Proclamata la Repubblica combatté in sua difesa e fu uno dei membri più attivi del comitato di salute pubblica.
Quando la Repubblica fu persa ritornò alla sua Moresco. Ma per non rimanere vittima del restaurato governo pontificio dovette ben presto esulare a Genova. Fu amico di Aurelio Saffi, Giuseppe Mazzini, del Conte Piero Beltrani, del Marchese Orazio Antinori e del Generale Giuseppe Galletti.
A Genova collaborò con il Botanico De Notaris che nel 1857 propose la sua nomina alla cattedra di Storia Naturale all'Università di Cagliari.
Trasferitosi con la famiglia a Cagliari, ricoprì importanti cariche accademiche: direttore della Scuola di Farmacia, Preside della Facoltà di Scienze Matematiche, Fisiche e Naturali e, dal 1872 al 1875, Rettore dell'Università.
Si dedicò agli studi naturalistici ed agronomici con numerose pubblicazioni. Dal 1856 al 1869 effettuò numerose esplorazioni in varie parti della Sardegna raccogliendo numerosi campioni di piante che, oltre a costituire la base del Museo Erbario dell'Università di Cagliari, arricchirono la collezione degli exsiccata della Sardegna presso l'Herbarium Centrale Italicum di Firenze (HCI).Al periodo sardo si riferisce la maggiore attività di studi e ricerche botaniche e naturalistiche del Gennari, che diede anche alle stampe il frutto di un così meticoloso e ampio lavoro. Degli anni cagliaritani le sue pubblicazioni Isocteographia italiana (1869), Flora di Caprera (1870, evidentemente i suoi contatti con Garibaldi furono ripresi nel periodo del suo esilio), Specie e varietà rimarchevoli da aggiungere alla flora di Sardegna (1893, ultimo suo contributo allo studio della flora della sua nuova terra, ricco di scoperte rispetto al passato).
Nell'Università di Cagliari Patrizio Gennari si impegnò per l'ampliamento dei laboratori scientifici e, in modo particolare, per la fondazione dell'attuale Orto Botanico che stentò ad avviarsi tra notevoli difficoltà tecniche e finanziarie. Ciò nonostante egli riuscì a dare al giardino una razionale e definitiva sistemazione che, nelle sue linee essenziali, si conserva tuttora.
Attualmente l'Orto Botanico di Cagliari si colloca, per importanza scientifica e come modello organizzativo, tra i più importanti d'Italia.
Il Gennari fu un liberale quando essere un liberale poteva costare la vita.
Patrizio Gennari morì a Cagliari il primo febbraio 1897.
Ancora oggi è riconosciuto come uno dei pionieri della studio della botanica, e come uno straordinario osservatore della flora dei nostri monti. Nell'orto botanico di Torino è conservato un suo erbario.